# Гричанов, Игорь Яковлевич
Игорь Яковлевич Гричанов (род. 10 сентября 1958) — советский и российский учёный, доктор биологических наук. Известен как эколог, энтомолог, специалист в области защиты растений и фундаментальных основ сельскохозяйственной энтомологии.

## Биография
Родился 10 сентября 1958 года в Воронеже, СССР. Мать — Мария Романовна Гричанова (1922—2015), участник Великой Отечественной и Советско-японской войн, родилась в семье участника Первой мировой войны Романа Ивановича Гречаного (1876—1957). Жена — Гричанова, Галина Сигизмундовна, известный художник, работающий в жанре авторской куклы. Два сына и дочь, шесть внуков.
- 1975 — окончил среднюю школу № 1 имени А. В. Кольцова, г. Воронеж
- 1980 — окончил Воронежский государственный университет (ВГУ), г. Воронеж
- 1991 — окончил Санкт-Петербургский государственный аграрный университет (СПбГАУ), г. Пушкин
- 1980—1981 — младший научный сотрудник, Екатерининская опытно-селекционная станция Всесоюзного института растениеводства, Никифоровский район, Тамбовская область
- 1981—1984 — аспирант, Всесоюзный НИИ защиты растений ВАСХНИЛ, г. Ленинград
- 1984—1990 — младший научный сотрудник, научный сотрудник, Всесоюзный НИИ защиты растений ВАСХНИЛ, г. Ленинград
- 1990—2025 — руководитель лаборатории фитосанитарной диагностики и прогнозов, Всероссийский НИИ защиты растений, г. Санкт-Петербург
- 1984 — кандидат биологических наук; тема диссертации: «Биoлoгичeскoe oбoснoваниe примeнeния пoлoвых фeрoмoнoв хлoпкoвoй и oзимoй сoвoк в зaщитe рaстeний»[1]
- 1993 — решением ВАК утверждён в учёном звании «старший научный сотрудник» по специальности «Энтомология»
- 2006 — доктор биологических наук; тема диссертации: «Научное обоснование использования синтетических половых феромонов вредных чешуекрылых в фитосанитарном мониторинге»[2]

Длительное время стажировался в Бельгии, Дании, Финляндии и Швеции. Участвовал во многих международных конференциях и съездах, в том числе в Англии, Бельгии, Израиле, Финляндии, Швеции, Южной Африке, Японии. Ежегодно выезжал на полевые работы. Собирал научный материал в 20 субъектах России, почти во всех республиках бывшего СССР. Побывал с научной целью в 17 странах дальнего зарубежья, получая гранты национальных и международных научных фондов.
Член Президиума Русского энтомологического общества, член редколлегии журналов Аграрная наука, Acta Biologica Sibirica, Вестник защиты растений, Приложений к журналу Вестник защиты растений (до 2019 г.), член Учёного совета ВИЗР, член диссертационного совета на базе ВИЗР, член оргкомитетов трёх всероссийских съездов по защите растений, организатор пяти международных конференций по фитосанитарному мониторингу в Санкт-Петербурге.
Среди его учеников — кандидаты биологических наук Бабич Н. В. (2002), Овсянникова Е. И. (2003), Вольфов Б. И. (2010), Смирнов С. Н. (2014).
В 2016 г. И. Я. Гричанов выдвигался кандидатом в члены-корреспонденты РАН по Отделению сельскохозяйственных наук РАН по специальности Защита и биотехнология растений.

## Основные результаты научной деятельности
— Решена крупная научная проблема, связанная с разработкой хемотаксономического и экологического обоснования путей практического использования синтетических половых феромонов в интегрированной защите сельскохозяйственных культур на примере чешуекрылых — вредителей яровой пшеницы, хлопчатника и плодового сада;
— разработаны способы использования феромонных ловушек для наблюдения за динамикой лёта бабочек, картирования полей по плотности популяции вредителей, прогноза численности, определения сроков и необходимости проведения обследований и обработок посевов против гусениц;
— созданы новейшие элементы теории и практики автоматизированного прогнозирования, информационного обеспечения защиты растений от вредных организмов, фитосанитарного районирования территории России;
— получены новые знания по экологии, фауне и систематике хищных мух-зеленушек Dolichopodidae, их значению в агроэкосистемах, созданы определители и каталоги родов и видов семейства, опубликованы описания 27 новых родов и почти 500 новых для науки видов ;
— исследована правовая база защиты растений в России и других странах, инициирована разработка в ВИЗР первых межгосударственных стандартов в этой области, из которых шесть ГОСТов приняты в странах ЕАЭС и официально опубликованы в 2014—2017 годах.
Научные достижения И. Я. Гричанова используются в защите растений, в изучении биологического разнообразия, систематики и экологии энтомофагов, хемотаксономии и географии насекомых, в том числе входящих в перечень опасных и карантинных вредных организмов (саранчовые, вредная черепашка, хлопковая совка, американская белая бабочка, восточная плодожорка и др.).

## Основные труды
Автор и соавтор 650 научных работ (1979—2025 гг.), из них около 350 работ — на английском языке; под его редакцией опубликовано более десяти научных сборников и монографий. Автор и соавтор статей в Красных книгах Республики Адыгея, Чеченской Республики и Краснодарского края, Большой Российской энциклопедии, Википедии, Агроэкологическом атласе России и сопредельных стран, ведущих международных журналах по профилю деятельности (Archives of Phytopathology and Plant Protection, African Invertebrates, European Journal of Taxonomy, International Pest Control, Journal of Natural History, The Journal of Biodiversity Data, Zoology and Ecology, Zootaxa и другие). Среди соавторов оригинальных статей — около 200 отечественных учёных и 40 специалистов дальнего зарубежья.

### В областифитосанитарного мониторингаи прогнозов
- Захаренко В. А., Кузьмичев А. А., … , Гричанов И. Я. и др. Уровни и тенденции изменения видового состава и внутрипопуляционной структуры, ареалы комплексов вредных и полезных организмов и прогноз опасных фитосанитарных ситуаций по зонам страны. СПб: 2000. 100 с.
- Захаренко В. А., Гричанов И. Я. (ред.). Методы мониторинга и прогноза развития вредных организмов. М.-СПб., РАСХН, 2002. 96 с.
- Sigvald R., Grichanov I. Ya. (Eds.). Crop Protection Conference — Pests, Diseases and Weeds, May 28-30, 2002. Conference Report 01, Uppsala: SLU, 2003. 292 p.
- Гричанов И. Я., Овсянникова Е. И. Феромоны для фитосанитарного мониторинга вредных чешуекрылых насекомых. СПб, Пушкин: ВИЗР, 2005, 244 с.
- Гричанов И. Я. (ред.). Высокопроизводительные и высокоточные технологии и методы фитосанитарного мониторинга. СПб: ВИЗР, 2009. 84 с.
- Гричанов И. Я. (ред.). Методы фитосанитарного мониторинга и прогноза. 2-е изд. СПб: ВИЗР, 2013. 128 c.

### В области фитосанитарногокартирования,зонированияирайонирования
- Захаренко В. А., Овсянкина А. В., … Гричанов И. Я. и др. Карты распространения вредных организмов, патотипов, генов вирулентности возбудителей болезней, фитофагов, энтомопатогенов на территории Российской Федерации. М.: РАСХН (Вып. 5), 2003. 64 с.
- Гричанов И. Я., Овсянникова Е. И., Саулич М. И. Карты распространения и зон вредоносности вредителей и болезней плодовых и ягодных культур. СПб: ВИЗР, 2016. 62 c. ..

### В области экологии, фауны и диагностики хищныхмух-зеленушек
- Grichanov I. Ya. Review of Afrotropical Dolichopodinae (Diptera: Dolichopodidae). St.Petersburg: VIZR, 2004. 245 p.
- Grichanov I. Ya. A checklist and keys to North European genera and species of Dolichopodidae (Diptera). St.Petersburg: VIZR, 2006. 120 p.
- Grichanov I. Ya. A checklist and keys to Dolichopodidae (Diptera) of the Caucasus and East Mediterranean. St.Petersburg: VIZR, 2007. 160 p.
- Grichanov I. Ya. An illustrated synopsis and keys to afrotropical genera of the epifamily Dolichopodoidae (Diptera: Empidoidea). Priamus Supplement, Ankara, 2011, v. 24. 98 p., 305 figs.
- Grichanov I. Ya., Negrobov O. P. (Eds.). Fauna and taxonomy of Dolichopodidae (Diptera). Collection of papers. St.Petersburg: VIZR, 2013. 96 p.
- Grichanov I. Ya., Negrobov O. P. Palaearctic species of the genus Sciapus Zeller (Diptera: Dolichopodidae). St.Petersburg, VIZR, 2014. 84 p. ..
- Grichanov I. Ya. Alphabetic list of generic and specific names of predatory flies of the epifamily Dolichopodoidae (Diptera). St.Petersburg, VIZR, 2014. 544 p. ..

### В других областях научной деятельности
- Гричанов И. Я. Русско-английский и англо-русский словарь для энтомологов. 3-е изд., испр. СПб: ВИЗР, 2017. 164 c.
- Карлик Ф. А., Гричанов И. Я. Фитосанитарное законодательство России. Аналитический обзор. СПб: ВИЗР, 2013. 80 c. ..
- ГОСТ 21507-2013 Защита растений. Термины и определения. I—V+39 с. Принят 27.05.2014. Опубликован 10.10.2014 [разработка ВИЗР, без указания авторов].
- ГОСТ 33538-2015 Защита растений. Методы выявления и учёта поврежденных зерен злаковых культур клопами-черепашками. I—II+10 с. Принят 23.10.2015. Опубликован 8.02.2016 [разработка ВИЗР, без указания авторов].